# Lijst van voetbalinterlands Libië - Soedan
Deze lijst van voetbalinterlands is een overzicht van alle officiële voetbalwedstrijden tussen de nationale teams van Libië en Soedan. De landen hebben tot op heden vijftien keer tegen elkaar gespeeld. De eerste wedstrijd vond plaats op 30 augustus 1965 in Caïro (Egypte), tijdens de Pan Arabische Spelen 1965. Het laatste duel, een kwalificatiewedstrijd voor de  FIFA Arab Cup 2021, werd gespeeld in Doha (Qatar) op 19 juni 2021.

## Wedstrijden
| №  | Plaats    | Datum             | Competitie                           | Wedstrijd      | Uitslag |
| -- | --------- | ----------------- | ------------------------------------ | -------------- | ------- |
| 1  | Caïro     | 30 augustus 1965  | Pan Arabische Spelen 1965            | Soedan − Libië | 4 − 2   |
| 2  | Tripoli   | 7 maart 1967      | Vriendschappelijk                    | Libië − Soedan | 1 − 1   |
| 3  | ?         | 16 juli 1971      | Vriendschappelijk                    | Libië − Soedan | 4 − 6   |
| 4  | Damascus  | 4 oktober 1974    | Vriendschappelijk                    | Soedan − Libië | 3 − 1   |
| 5  | Khartoem  | 22 februari 1985  | WK 1986 kwalificatie                 | Soedan − Libië | 0 − 0   |
| 6  | Tripoli   | 8 maart 1985      | WK 1986 kwalificatie                 | Libië − Soedan | 4 − 0   |
| 7  | Tripoli   | 10 september 2000 | Afrika Cup 2002 kwalificatie         | Libië − Soedan | 1 − 0   |
| 8  | Omdurman  | 17 juni 2001      | Afrika Cup 2002 kwalificatie         | Soedan − Libië | 1 − 0   |
| 9  | Khartoem  | 3 juli 2004       | WK 2006 kwalificatie                 | Soedan − Libië | 0 − 1   |
| 10 | Tripoli   | 2 september 2005  | WK 2006 kwalificatie                 | Libië − Soedan | 0 − 0   |
| 11 | Tripoli   | 1 oktober 2006    | Vriendschappelijk                    | Libië − Soedan | 1 − 0   |
| 12 | Khartoem  | 22 augustus 2007  | Vriendschappelijk                    | Soedan − Libië | 1 − 0   |
| 13 | Tunis     | 26 augustus 2012  | Vriendschappelijk                    | Libië − Soedan | 3 − 0   |
| 14 | Marrakesh | 3 februari 2018   | African Championship of Nations 2018 | Libië − Soedan | 1 − 1   |
| 15 | Doha      | 19 juni 2021      | FIFA Arab Cup 2021 kwalificatie      | Libië − Soedan | 0 − 1   |

## Samenvatting
| Competitie                      | Totaal gespeeld | Winst Libië | Gelijk | Winst Soedan | Doelsaldo Libië – Soedan |
| ------------------------------- | --------------- | ----------- | ------ | ------------ | ------------------------ |
| WK-kwalificatie                 | 4               | 2           | 2      | 0            | 5 − 0                    |
| Afrika Cup-kwalificatie         | 2               | 1           | 0      | 1            | 1 − 1                    |
| African Championship of Nations | 1               | 0           | 1      | 0            | 1 − 1                    |
| FIFA Arab Cup-kwalificatie      | 1               | 0           | 0      | 1            | 0 − 1                    |
| Pan Arabische Spelen            | 1               | 0           | 0      | 1            | 2 − 4                    |
| Vriendschappelijk               | 6               | 2           | 1      | 3            | 10 − 11                  |
| Totaal                          | 15              | 5           | 4      | 6            | 19 − 18                  |

LFF · A-internationals · Bondscoaches · Libisch vrouwenelftal · Olympisch elftal
1960 – 1969 · 
1970 – 1979 · 
1980 – 1989 · 
1990 – 1999 · 
2000 – 2009 · 
2010 – 2019 ·
2020 − 2029
1964 · 
1965 · 
1966 · 
1967 · 
1968 · 
1969 · 
1970 · 
1971 · 
1972 · 
1973 · 
1974 · 
1975 · 
1976 · 
1977 · 
1978 · 
1979 · 
1980 · 
1981 · 
1982 · 
1983 · 
1984 · 
1985 · 
1986 · 
1987 · 
1988 · 
1989 · 
1990 · 
1991 · 
1992 · 
1993 · 
1994 · 
1995 · 
1996 · 
1997 · 
1998 · 
1999 · 
2000 · 
2001 · 
2002 · 
2003 · 
2004 · 
2005 · 
2006 · 
2007 · 
2008 · 
2009 · 
2010 · 
2011 · 
2012 · 
2013 ·
2014 ·
2015 ·
2016 ·
2017 ·
2018 ·
2019 ·
2020 ·
2021 ·
2022 ·
2023
Algerije ·
Angola ·
Argentinië ·
Bahrein ·
Benin ·
Botswana ·
Burkina Faso ·
Canada ·
Centraal-Afrikaanse Republiek ·
Comoren ·
Congo-Brazzaville ·
Congo-Kinshasa ·
Egypte ·
Equatoriaal-Guinea ·
Ethiopië ·
Gabon ·
Gambia ·
Ghana ·
Griekenland ·
Guinee ·
Indonesië ·
Irak ·
Iran ·
Ivoorkust ·
Jemen ·
Jordanië ·
Kaapverdië ·
Kameroen ·
Kazachstan ·
Kenia ·
Koeweit ·
Lesotho ·
Libanon ·
Liberia ·
Malawi ·
Maleisië ·
Mali ·
Malta ·
Marokko ·
Mauritanië ·
Mauritius ·
Mozambique ·
Myanmar ·
Namibië ·
Niger ·
Nigeria ·
Oeganda ·
Oekraïne ·
Oman ·
Palestina ·
Polen ·
Qatar ·
Rwanda ·
Sao Tomé en Principe ·
Saoedi-Arabië ·
Senegal ·
Seychellen ·
Soedan ·
Swaziland ·
Syrië ·
Tanzania ·
Thailand ·
Togo ·
Tsjaad ·
Tunesië ·
Turkije ·
Uruguay ·
Verenigde Arabische Emiraten ·
Wit-Rusland ·
Zambia ·
Zimbabwe ·
Zuid-Afrika ·
Zuid-Korea
SFA ·
Bondscoaches ·
Topscorers ·
Soedanees vrouwenelftal
1956 · 
1957 · 
1958 · 
1959 · 
1960 · 
1961 · 
1962 · 
1963 · 
1964 · 
1965 · 
1966 · 
1967 · 
1968 · 
1969 · 
1970 · 
1971 · 
1972 · 
1973 · 
1974 · 
1975 · 
1976 · 
1977 · 
1978 · 
1979 · 
1980 · 
1981 · 
1982 · 
1983 · 
1984 · 
1985 · 
1986 · 
1987 · 
1988 · 
1989 · 
1990 · 
1991 · 
1992 · 
1993 · 
1994 · 
1995 · 
1996 · 
1997 · 
1998 · 
1999 · 
2000 · 
2001 · 
2002 · 
2003 · 
2004 · 
2005 · 
2006 · 
2007 · 
2008 · 
2009 · 
2010 · 
2011 · 
2012 · 
2013 · 
2014 ·
2015 ·
2016 ·
2017 ·
2018 ·
2019 ·
2020 ·
2021
Algerije ·
Angola ·
Bahrein ·
Bangladesh ·
Benin ·
Burkina Faso ·
Burundi ·
Centraal-Afrikaanse Republiek ·
China ·
Congo-Brazzaville ·
Congo-Kinshasa ·
Djibouti ·
Egypte ·
Equatoriaal-Guinea ·
Eritrea ·
Ethiopië ·
Gabon ·
Ghana ·
Guinee ·
Guinee-Bissau ·
Irak ·
Ivoorkust ·
Jemen ·
Jordanië ·
Kameroen ·
Kenia ·
Koeweit ·
Lesotho ·
Libanon ·
Liberia ·
Libië ·
Madagaskar ·
Malawi ·
Mali ·
Marokko ·
Mauritanië ·
Mauritius ·
Mozambique ·
Nieuw-Zeeland ·
Niger ·
Nigeria ·
Oeganda ·
Oman ·
Palestina ·
Qatar ·
Rwanda ·
Saoedi-Arabië ·
Sao Tomé en Principe ·
Senegal ·
Seychellen ·
Sierra Leone ·
Somalië ·
Sri Lanka ·
Swaziland ·
Syrië ·
Tanzania ·
Togo ·
Tsjaad ·
Tunesië ·
Verenigde Arabische Emiraten ·
Zambia ·
Zimbabwe ·
Zuid-Afrika ·
Zuid-Korea ·
Zuid-Soedan